# Leo Howard
Leo Richard Howard (Newport Beach, California; 13 de julio de 1997) es un actor, artista marcial, músico  y modelo estadounidense que es más conocido por su papel de Leo Little en la serie corta de Disney Channel, Leo Little's Big Show, con su coestrella G. Hannelius como Amy Little, el cual fue cancelado así que Leo podría centrarse en Kickin' It. Además de actuar, Howard también es conocido por sus habilidades de artes marciales. Se han incorporado sus habilidades de Wushu y karate en muchas de sus películas y papeles de la televisión, como "Joven Snake Eyes" en la película de 2009, G.I. Joe: The Rise of Cobra, como «Joven Conan» en la película de 2011, Conan el Bárbaro, y como Jack en la serie de Disney Kickin' It.

## Biografía
Leo Howard nació el 13 de julio de 1997 en Newport Beach, California, hijo de Randye y Todd "El Gran Bulldog" Howard. Sus padres son criadores de perros profesional y el Rancho grande de Bulldog, donde se especializan en bulldogs inglés y francés de cría. Howard asistió a escuelas cristianas de Tri-City en Vista, California, pasó gran parte de su infancia y creció en la pequeña ciudad de Fallbrook, en el norte del Condado de San Diego, antes de dedicarse a una carrera de tiempo completo.

## Carrera

### Artes marciales y gimnasia
Howard desarrolló un interés en las artes marciales a la edad de tres años y comenzó a estudiar a la edad de cuatro años cuando sus padres lo matricularon en un dojo en Oceanside, California. Un año más tarde, sus padres lo matricularon en otro dojo, en el que se especializó en la disciplina del karate tradicional estilo Shorin Ryu de Okinawa. Y a la edad de siete años, comenzó a desarrollar sus habilidades en las artes marciales extremas mediante la adición de estas a sus rutinas de gimnasia. 
Posteriormente, Howard empezó a entrenar con el campeón del mundo de artes marciales Matt Mullins, quien hizo una excepción que le permitió a Howard convertirse en el estudiante más joven de su clase. A la edad de ocho, Howard ya había ganado tres campeonatos del mundo. Su especialidad es el karate Shorin Ryu, en la que obtuvo el grado de cinturón negro, primer Dan. A la edad de nueve años, Howard se convirtió en el miembro más joven en participar del equipo de rendimiento de Mullins Sideswipe, un grupo itinerante de coreógrafos, deportistas y artistas que entretiene a audiencias en todo el país con una combinación de artes marciales, danza y acrobacia. En junio de 2011, Howard habló de la experiencia en la realización con Sideswipe: "Creo que es lo que realmente me tiene adicto a realizar. Mi papel ha cambiado como he crecido como artista y simplemente he crecido. Yo estaba bien, no era grande al comienzo, por lo que me esforzé al máximo y, entonces, poof! Aquí estoy, este lindo chico corriendo por ahí haciendo karate. Pero para los dos últimos años he sido uno de los intérpretes principales". Asimismo, su gran habilidad en las artes marciales le permitió participar en el especial Kickin' it.

### Actuación
A temprana edad, Howard era un fanático de las películas de Bruce Lee y Chuck Norris y admiraba su capacidad para incorporar las artes marciales en su actuación. En la edad de siete años, Howard le dijo a su madre que quería ser actor. Fue en un torneo de artes marciales que Howard fue descubierto primero por alguien que pensaba tenía la mira para ir al mundo del espectáculo y lo que se refiere a su agente de talento. Esto llevó a trabajar como modelo para impresión publirreportajes y luego como actor en anuncios publicitarios. 
En 2010, Howard recordaba su entusiasmo por irrumpir en el mundo del espectáculo, diciendo: "Conseguir un comercial fue como conseguir un papel en una película para mí". En 2005, Howard hizo su debut en televisión poco antes de su octavo cumpleaños con un pequeño papel de invitada en la serie de USA Network, monje vestido como un "karate kid" para Halloween, su una línea en el episodio "Tal vez es miedo de karate". Howard pasaría los próximos años realizar con equipo de rendimiento Sideswipe antes de volver a actuar en 2009. En 2009, Howard consiguió su primer trabajo constante entrevistas a celebridades como "Leo Little", el anfitrión de la serie de Disney Channel de forma corta, "Leo Little Big Show", e hizo su debut en el largometraje como "Eric Brooks" en la familia de cine Aussie y Ted.

## Vida personal
Howard es educado en casa para acomodar su horario de trabajo ocupado en Kickin'it y pasa la mayor parte de su tiempo viviendo en casa de la familia Howard en Studio City, California, cuando él está trabajando, pero afirma que aún considera su pueblo infancia de Fallbrook su casa. Mientras que todavía se dedica a su pasión por las artes marciales, Howard ha declarado que se ha convertido en más cuidadoso cuando se trata de "lucha" y "sparring" partidos, debido al potencial de lesiones que podrían interferir con sus obligaciones como actor. 
Las aficiones de Howard incluyen cocina, tocar la guitarra y recolección de armas antiguas, incluyendo espadas y cuchillos. La pieza central de su colección, siendo la gran espada de Conan que fue presentada a él después de la filmación se completó en Conan el Bárbaro. Howard ha expresado su amor por los animales y tiene una bulldog mascota llamada "Bella". Se interesa también en medicina veterinaria y es voluntario en una clínica veterinaria local en su tiempo libre.

## Filmografía

### Películas
| Año  | Título                           | Rol                                      | Notas                              |
| ---- | -------------------------------- | ---------------------------------------- | ---------------------------------- |
| 2009 | Aussie and Ted's Great Adventure | Eric Brooks                              |                                    |
| 2009 | G.I. Joe: The Rise of Cobra      | Snake Eyes (G.I. Joe) / Young Snake Eyes | Realizó su propia escena de riesgo |
| 2009 | Shorts: La piedra mágica         | Laser Short                              | Papel Secundario                   |
| 2009 | Children of the Corn             | Voces adicionales                        |                                    |
| 2010 | Logan                            | Logan Hoffman                            | Papel Principal                    |
| 2011 | Conan el Bárbaro                 | Joven Conan                              |                                    |
| 2013 | G.I. Joe: Retaliation            | Young Snake Eyes                         |                                    |

### Televisión
| Año       | Título                    | Rol               | Notas                                                                       |
| --------- | ------------------------- | ----------------- | --------------------------------------------------------------------------- |
| 2005      | Monk                      | Little Karate Kid | Temporada 4 Episodio 2 "Mr. Monk Goes Home Again"                           |
| 2009–2010 | Leo Little's Big Show     | Leo Little        | Rol principal                                                               |
| 2009–2010 | Zeke & Luther             | Hart Hamlin       | Temporada 1 Episodio 16 "Crash Dummies"; Temporada 2 Episodio 13 "Treasure" |
| 2011      | PrankStars                | El mismo          | Episodio: "Stick it to Me"                                                  |
| 2011–2015 | Kickin' It                | Jack Brewer       | Rol principal; Serie Original de Disney XD                                  |
| 2012–2013 | Shake It Up               | Logan Hunter      | Rol recurrente; Serie Original de Disney Channel en la tercera temporada    |
| 2015      | Lab Rats: Bionic Island   | Troy West         | Temporada 4 Episodio 13 "Bionic Action Hero"                                |
| 2016      | Freakish                  | Grover Jones      | Protagonista; Serie original de HuluTV                                      |
| 2018      | Santa Clarita Diet        | Sven              | Episodios: «Going Pre-med», «Suspicious Objects»                            |
| 2019      | Por qué matan las mujeres | Tommy Harte       | Elenco principal                                                            |
| 2019–2022 | Legacies                  | Ethan             | Elenco recurrente (temporada 2) Elenco principal (temporada 3)              |
| 2020      | Los 100                   | August            | Episodio: «Anaconda»                                                        |

## Premios
| Awards | Awards             | Awards | Awards      | Awards   | Awards    | Awards     |
| Año    | Premio             | Categoría | Rol         | Película | Resultado | Referencia |
| ------ | ------------------ | --- | ----------- | -------- | --------- | ---------- |
| 2010   | Young Artist Award | Best Performance in a Feature Film Young Ensemble Cast (shared with Jimmy Bennett, Jake Short, Devon Gearhart, Jolie Vanier and Trevor Gagnon) | Laser Short | Shorts   | Ganador   | [ 5 ]      |